# Octobre 1858

## Événements
- 7 octobre : le prince Guillaume devient régent de Prusse. Il renverse Frédéric-Guillaume IV de Prusse, son frère, et inaugure une nouvelle ère : la Prusse mène désormais le combat pour l’unité allemande.

- 27 octobre : décret centralisant à Paris l'administration de l'Algérie et attribuant aux préfets les pouvoirs que détenait le gouverneur général. Napoléon III supprime le Gouvernement général de l’Algérie et le remplace par un ministère de l’Algérie et des Colonies confié à son cousin, Jérôme Napoléon, qui tente quelques réformes dont certaines auraient dû aboutir à une politique d’assimilation, mais se heurte, sur de nombreux points, aux militaires et donne sa démission en 1859.

## Naissances
- 19 octobre : George Albert Boulenger, zoologiste britannique d'origine belge († 1937).
- 27 octobre : Theodore Roosevelt, futur président des États-Unis († 1919).

## Décès
- 12 octobre : Ichiryusai Hiroshige, peintre japonais.